# Alberto Pitentino

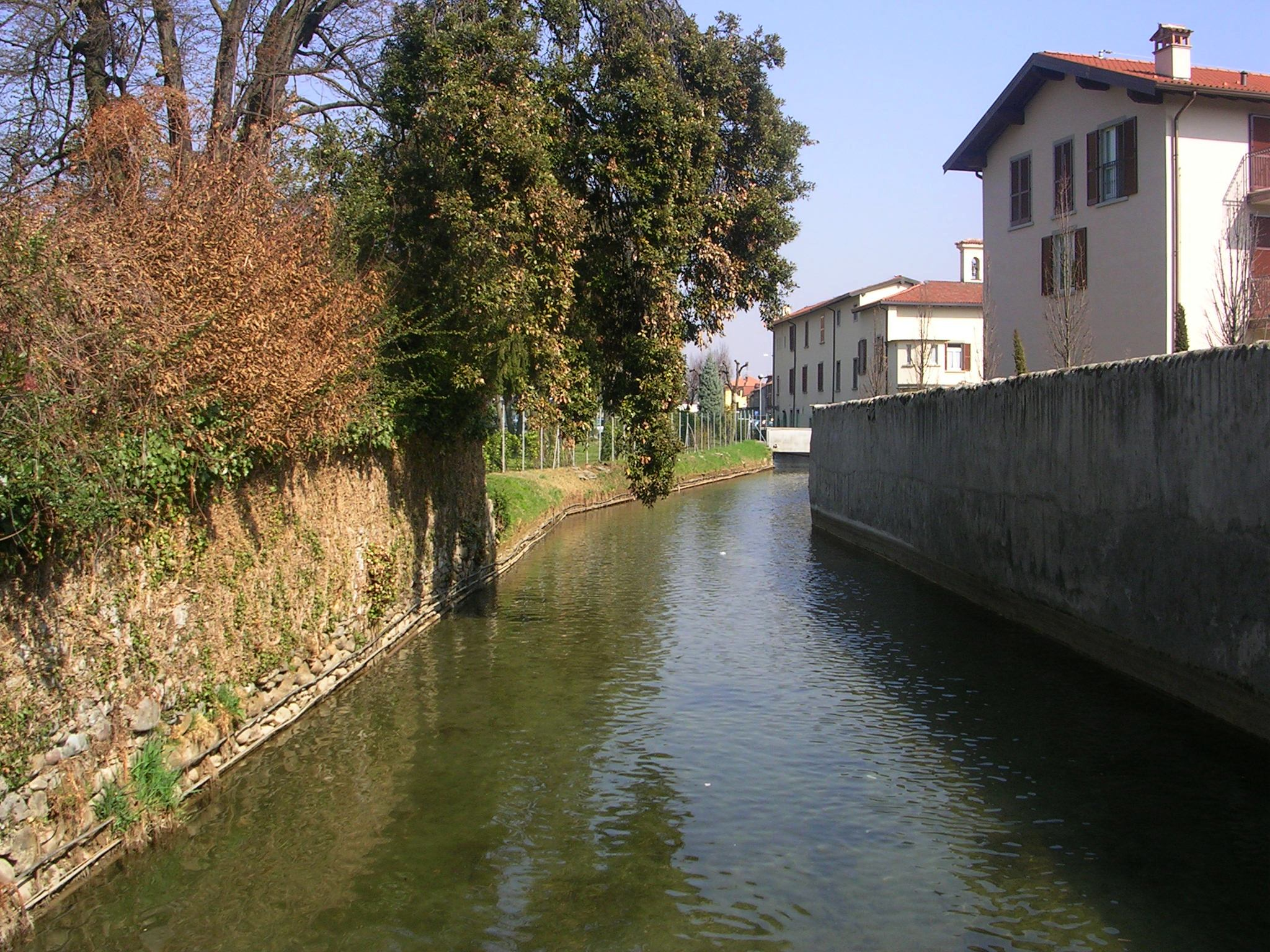
La Roggia Serio Grande a Torre Boldone.

Alberto Pitentino (Bergamo, 1100 circa – 1200 circa) è stato un ingegnere italiano, specializzato in ingegneria idraulica.

## Biografia
Nacque a Bergamo dove lavorò nel 1179 con il figlio Lanfranco e il nipote Petercino su incarico del vescovo Guala alla ricostruzione della cella campanaria della cattedrale. Più tardi giunse a Mantova, al seguito di Attone di Pagano, chiamato nella città di Virgilio nel 1187 per assumere la carica di podestà.
A lui si deve la costruzione della Roggia Serio Grande: il canale, che è utilizzato anche oggi, preleva l'acqua dal fiume Serio ad Albino, in valle Seriana, la porta fino alla città di Bergamo per poi irrigare la pianura e fare funzionare magli e mulini. Ma la sua opera più significativa, alla quale il suo nome resta legato, risale al periodo comunale: gli venne affidato l'incarico di regolare le acque del fiume Mincio, che lambisce e tocca Mantova.
Il progetto, iniziato nel 1188, fu portato a compimento con successo nel 1199. Finalmente i mantovani vedevano realizzati i propri sogni urbanistici: mantenere intorno alla città una fascia d'acqua che già si formava in modo naturale durante le piene del Mincio, ma che spariva nei periodi di secca.

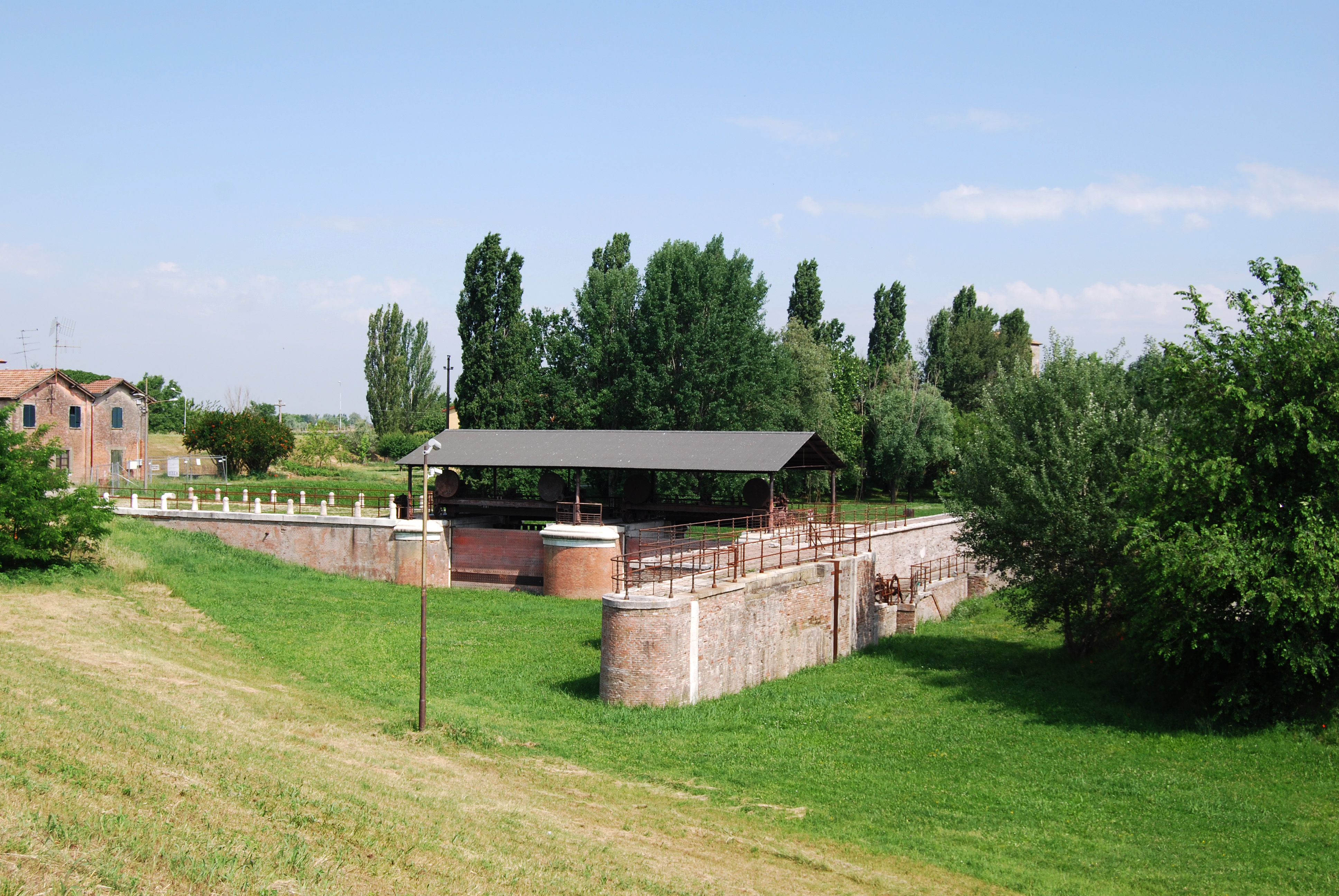
Governolo, conca di San Leone.

Il progetto di Pitentino portò alla realizzazione di un ponte-diga detto successivamente dei Mulini, che tratteneva e innalzava le acque a monte della diga allo scopo di formare il lago Superiore.  Fu creato uno scaricatore detto vaso di porto che faceva defluire l'acqua nei laghi di Mezzo e Inferiore situati ad un livello inferiore. Il dislivello creato artificialmente fu altresì utilizzato a partire dall'anno 1229 per alimentare 12 mulini. In seguito a queste e altre grandiose opere idrauliche vennero al fine costruiti e presero forma i quattro laghi che fino alla fine del Settecento hanno reso Mantova un'isola impenetrabile.
Studi e ricerche storiche dimostrerebbero che Pitentino fu il primo a pensare alla costruzione di uno sbarramento a Governolo dove il fiume Mincio si versa nel Po, allo scopo di bloccare il rigurgito del grande fiume padano durante le ricorrenti piene.